# Zdenko Švigelj
Zdenko Švigelj (ur. 23 października 1902 w Lublanie, zm. 15 sierpnia 1990 w Etobicoke w Kanadzie) – jugosłowiański biegacz narciarski, olimpijczyk.

## Występy na IO
| Rok  | Igrzyska Olimpijskie | Konkurencja   | Wyniki      |
| 1924 | Chamonix             | bieg na 18 km | 32. miejsce |
| 1924 | Chamonix             | bieg na 50 km | DNF         |